# Willie Clemons
Willie Clemons, né le 24 septembre 1994, est un footballeur international bermudien jouant au poste de milieu relayeur.

## Biographie

### En sélection
En juin 2019, il est retenu par le sélectionneur Kyle Lightbourne afin de participer à la Gold Cup organisée aux États-Unis, en Jamaïque et au Costa Rica.